# Clemente Grimaldi

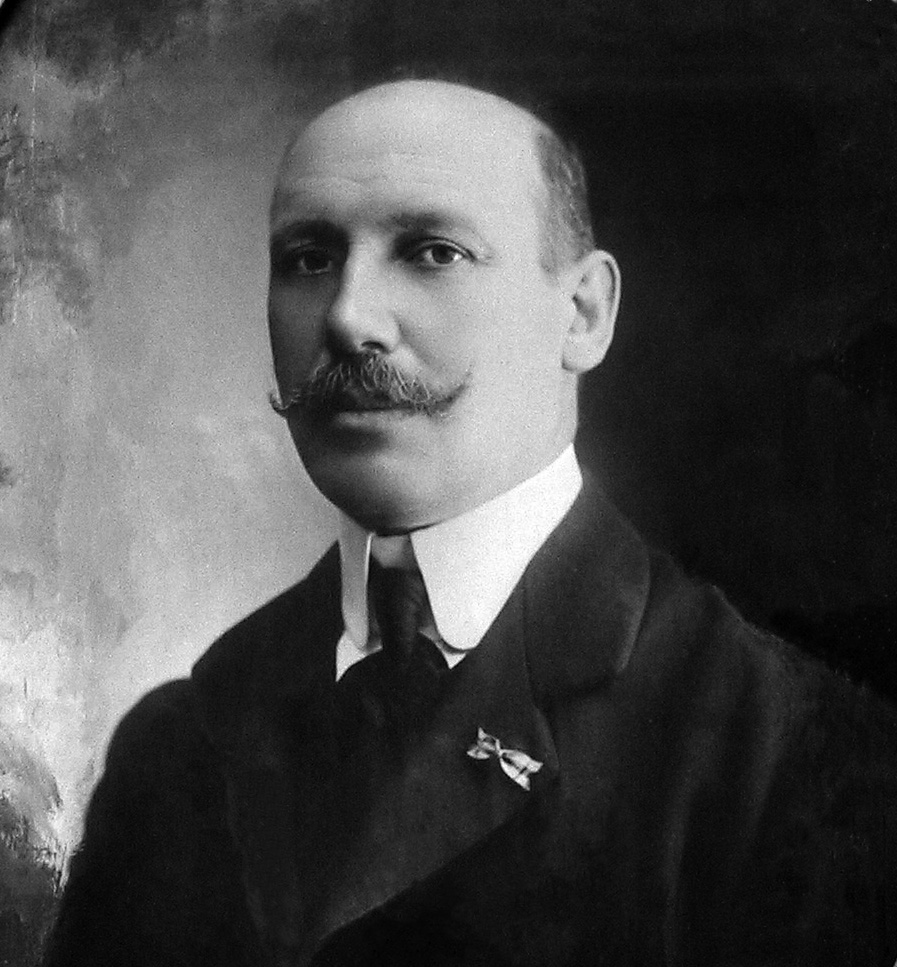
Clemente Grimaldi

Clemente Grimaldi (* 1862 in Modica; † 1. März 1915 ebenda) war ein italienischer Agronom, Botaniker und Politiker.

## Leben und Werk
Er entstammte einer aristokratischen Familie, aus dem Zweig der Barone von Calamezzana aus Genua aus dem weitverzweigten Adelsgeschlecht der Grimaldi, die seit dem 15. Jahrhundert in der Grafschaft Modica ansässig war. Sein Bruder war Giovan Pietro Grimaldi, ein Physiker und Rektor der Universität Catania, außerdem hatte er zwei Schwestern, Grazietta und Teresa.
Nach seinem Schulabschluss besuchte er die Landwirtschaftliche Schule in Portici, die er 1886 mit einem Abschluss in Agrarwissenschaften mit Auszeichnung verließ. Durch den Gewinn eines vom Ministerium für Landwirtschaft, Industrie und Handel ausgeschriebenen Wettbewerbs konnte er sein Studium vertiefen und Erfahrungen in Frankreich sammeln.
Zurück in Italien leitete er die Landwirtschaftsabteilung von Modica und gründete in Syrakus einen Wanderlehrstuhl für Landwirtschaft. Neben der Weitergabe neuer Technologien an die Bauern führte er viele Experimente auf dem Gebiet des Weinbaus durch. Er schuf Hybriden zwischen ausländischen und einheimischen Reben. Den sizilianischen Weinbau bewahrte er vor einer Zerstörung durch die Reblaus. Dadurch erhielt er zahlreiche Auszeichnungen und Preise in ganz Europa.
Clemente Grimaldi starb 1915 in seiner Villa in Modica.

## Ehrungen
Das Istituto Principe Grimaldi in Modica, ein staatliches Berufsinstitut im Bereich Dienstleistungen für die Önogastronomie und Bewirtung in Hotels und Landwirtschaft und für die ländliche Entwicklung, wurde nach Clemente Grimaldi benannt. Die Stadt Modica benannte eine Straße nach ihm.